# Eristena camptoteles
Eristena camptoteles là một loài bướm đêm trong họ Crambidae.